# Мусачево (Софийская область)
Мусачево (болг. Мусачево) — село в Болгарии. Находится в Софийской области, входит в общину Елин-Пелин. Население составляет 1258 человек (2022).

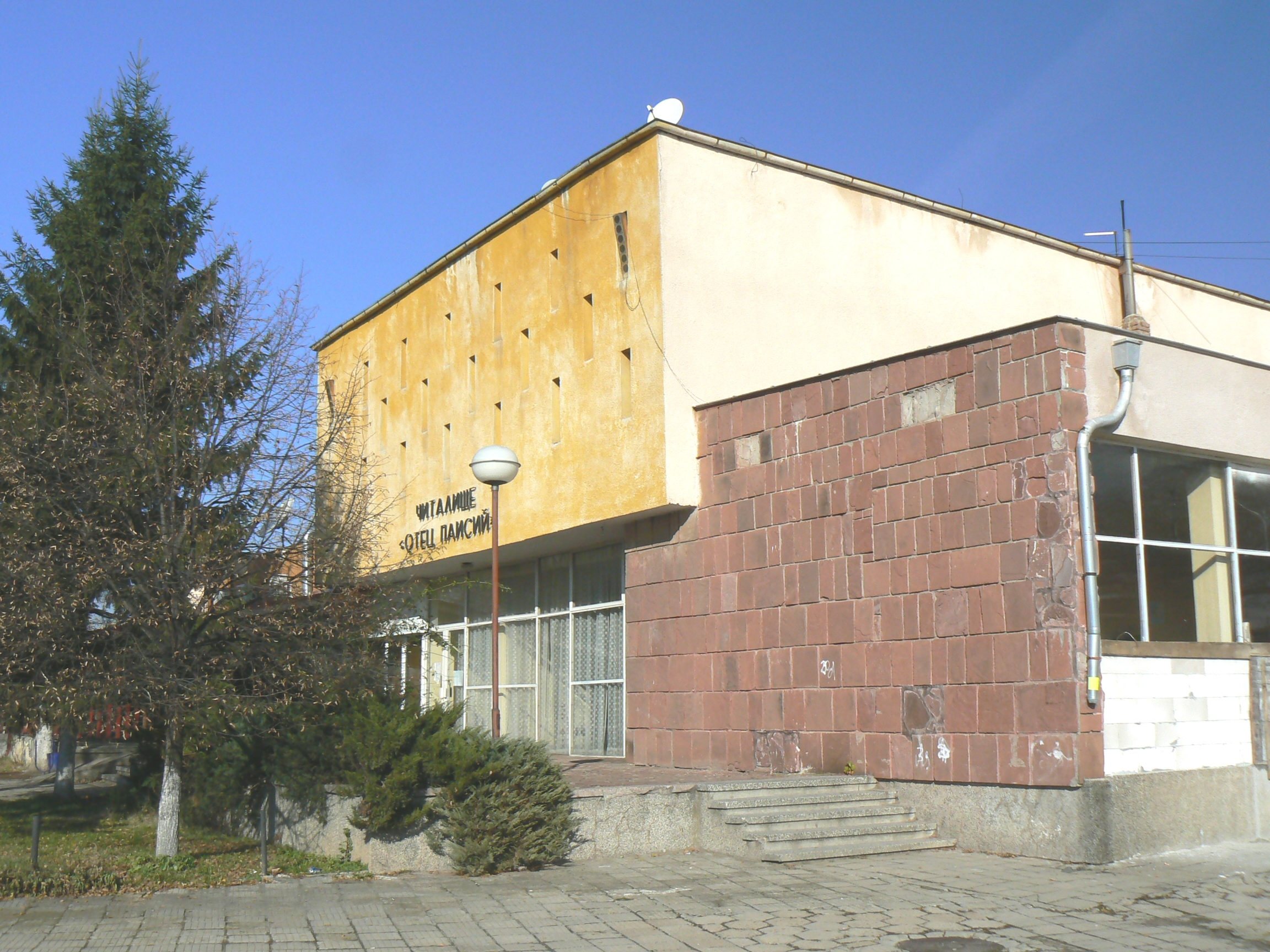

## Политическая ситуация
В местном кметстве Мусачево, в состав которого входит Мусачево, должность кмета (старосты) исполняет Стоян Симеонов Цветков (независимый) по результатам выборов правления кметства.
Кмет (мэр) общины Елин-Пелин — Галя Симеонова Георгиева (Граждане за европейское развитие Болгарии (ГЕРБ)) по результатам выборов в правление общины.